# Em Todo Canto do Mundo Tem Cearense
Em Todo Canto do Mundo Tem Cearense é o décimo primeiro álbum da banda Mastruz com Leite, foi lançado em dezembro de 1996. Com o ápice das festas de vaquejada pelo interior do Nordeste, o grupo aproveitou o embalo para lançar os sucessos "Aboio pra ninar morena" e "Boi na faixa, mulher na cama". O público gostou dos singles e 500 mil cópias deste CD foram vendidas desde o lançamento até hoje. Com esse disco, o Mastruz recebeu discos de ouro, platina e platina duplo. Destacam-se, ainda, os sucessos Meu Travesseiro, Amor Verdadeiro e Trem do Forró.

## Faixas
1. Aboio Prá Ninar Morena
2. Meu Travesseiro
3. Só Se Casar
4. Tchau Paixão
5. Ficar Contigo é
6. Amor Verdadeiro
7. Boi na Faixa, Mulher na Cama
8. De Ontem Pra Hoje
9. Avoante
10. Meu Menino
11. Amor a Três
12. O Primeiro Beijo
13. Amor Saudade
14. Trem do Forró
15. Em Todo o Canto do Mundo Tem Cearense
16. Sem Terra